# 霞ゆく空背にして
「霞ゆく空背にして」（かすみゆくそらせにして）は、日本のヴィジュアル系ロックバンド・Janne Da Arcの14作目のシングル。

## 概要
- 前作「マリアの爪痕」から約2ヶ月ぶり、アルバム『ANOTHER STORY』からの先行シングル。
- 表題曲はアニメ『アソボット戦記五九』のエンディングテーマに起用された。アニメタイアップを手掛けるのは「Shining ray」以来2作ぶり、通算3作目となった。
- オリコンチャート初登場6位を獲得。シングルとして、当時の自身最高の順位を記録した[注 1]。
- 2020年より千葉ロッテマリーンズ、福田秀平外野手の応援歌の原曲として使用されている。

## 収録曲
- 全編曲：Janne Da Arc & 岡野ハジメ

1. 霞ゆく空背にして
作詞・作曲：yasu
2. answer
作詞・作曲：you

## 参加ミュージシャン
Janne Da Arc
- yasu：Vocal
- you：Guitar
- ka-yu：Bass
- kiyo：Keyboards
- shuji：Drums

Additional Musician
- 岡野ハジメ：Tambourine & Additional Keyboards

## タイアップ
- テレビ東京系列アニメ『アソボット戦記五九』第2期エンディングテーマ (#1)

## 収録アルバム
- ANOTHER STORY (#1)
- ANOTHER SINGLES (#2)
- SINGLES (#1)
- Janne Da Arc MAJOR DEBUT 10th ANNIVERSARY COMPLETE BOX (#1)